# Аппарат Гольджи
Аппара́т (ко́мплекс) Го́льджи — мембранная структура эукариотической клетки, органелла, в основном предназначенная для выведения веществ, синтезированных в эндоплазматическом ретикулуме. Аппарат Гольджи назван в честь итальянского учёного Камилло Гольджи, впервые обнаружившего его в 1898 году.

## Строение
Комплекс Гольджи представляет собой стопку дискообразных мембранных мешочков (цистерн), несколько расширенных ближе к краям, и связанную с ними систему пузырьков Гольджи. В растительных клетках обнаруживается ряд отдельных стопок (диктиосомы), в животных клетках часто содержится одна большая или несколько соединённых трубками стопок.
В комплексе Гольджи выделяют 3 отдела цистерн, окружённых мембранными пузырьками:
- Цис-отдел (ближний к ядру);
- Медиальный отдел;
- Транс-отдел (самый отдалённый от ядра).

Эти отделы различаются между собой набором ферментов.
В цис-отделе первую цистерну называют «цистерной спасения», так как с её помощью рецепторы, поступающие из промежуточной эндоплазматической сети, возвращаются обратно. Фермент цис-отдела: фосфогликозидаза (присоединяет фосфат к углеводу — маннозе).
В медиальном отделе находится 2 фермента: манназидаза (отщепляет маннозу) и N-ацетилглюкозаминтрансфераза (присоединяет определённые углеводы — гликозамины).
В транс-отделе находятся ферменты пептидаза (осуществляет протеолиз) и трансфераза (осуществляет переброс химических групп).

## Функции

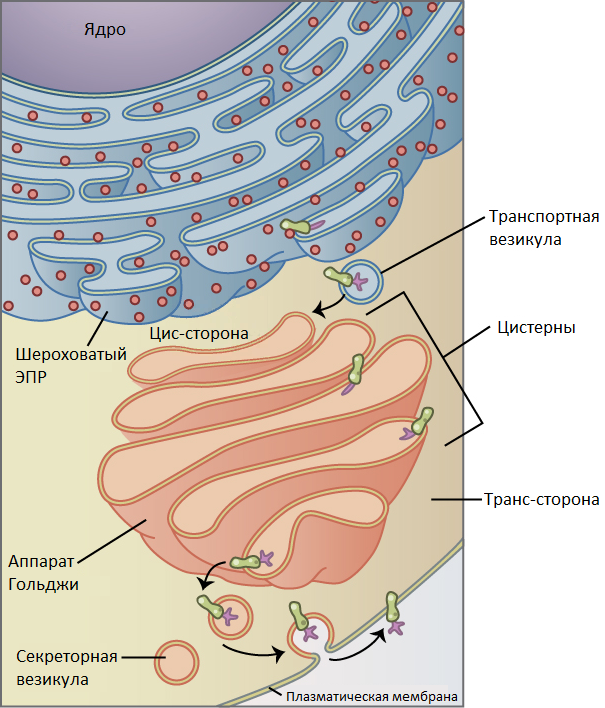
Структура и функции аппарата Гольджи

Аппарат Гольджи является основной станцией сбора и отправки белковых продуктов, получаемых из эндоплазматического ретикулума (ЭПР). Белки, синтезируемые в ЭПР, переносятся в аппарат Гольджи внутри везикул и сливаются с его мембранами. После обработки аппаратом Гольджи белки в везикулах направляются к месту назначения внутри клетки или выделяются во внешнюю среду посредством экзоцитоза. В этом отношении аппарат Гольджи можно сравнить с почтовым отделением: он упаковывает и маркирует белки, которые затем отправляет в разные части клетки или во внеклеточный матрикс. Аппарат Гольджи также участвует в транспорте липидов и формировании лизосом. 
Структура и функции аппарата Гольджи тесно связаны между собой. Отдельные цистерны содержат различные наборы ферментов, обеспечивая прогрессивную обработку транспортируемых белков по мере их перемещения к транс-отделу. Ферментативные реакции внутри цистерн аппарата Гольджи происходят исключительно возле их мембранных поверхностей, где закрепляются ферменты. Это контрастирует с ферментативными реакциями в ЭПР, где растворимые белки и ферменты содержатся в просвете. Большая часть ферментативной обработки представляет собой посттрансляционную модификацию белков. Например, фосфорилирование олигосахаридов на лизосомальных белках происходит в начале цис-сети. Цис-цистерны связаны с удалением остатков маннозы. Удаление остатков маннозы и добавление N-ацетилглюкозамина происходит в медиальных цистернах. В транс-цистернах происходит присоединение галактозы и сиаловой кислоты. Сульфатирование тирозинов и углеводов происходит в пределах транс-сети. Другие общие посттрансляционные модификации белков включают добавление углеводов (гликозилирование) и фосфатов (фосфорилирование). Модификации белка могут образовывать сигнальную последовательность, определяющую конечное назначение белка. Например, аппарат Гольджи добавляет маннозо-6-фосфатную метку к белкам, предназначенным для лизосом. Другая важная функция аппарата Гольджи заключается в образовании протеогликанов. Ферменты Гольджи присоединяют белки к гликозаминогликанам, создавая таким образом протеогликаны. Гликозаминогликаны представляют собой длинные неразветвлённые полисахариды, присутствующие во внеклеточном матриксе животных.

## Транспорт веществ из эндоплазматической сети
Аппарат Гольджи асимметричен — цистерны, располагающиеся ближе к ядру клетки (цис-Гольджи), содержат наименее зрелые белки. К этим цистернам непрерывно присоединяются мембранные пузырьки — везикулы, отпочковывающиеся от гранулярного эндоплазматического ретикулума (ЭПР), на мембранах которого и происходит синтез белков рибосомами. Перемещение белков из эндоплазматической сети (ЭПС) в аппарат Гольджи происходит неизбирательно, однако не полностью или неправильно свернутые белки остаются при этом в эндоплазматической сети. Возвращение белков из аппарата Гольджи в ЭПС требует наличия специфической сигнальной последовательности (лизин-аспарагин-глутамин-лейцин) и происходит благодаря связыванию этих белков с мембранными рецепторами в цис-Гольджи.

## Модификация белков в аппарате Гольджи
В цистернах аппарата Гольджи созревают белки, предназначенные для секреции, трансмембранные белки плазматической мембраны, белки лизосом и т. д. Созревающие белки последовательно перемещаются по цистернам в органеллы, в которых происходят их модификации — гликозилирование и фосфорилирование. При О-гликозилировании к белкам присоединяются сложные сахара через атом кислорода. При фосфорилировании происходит присоединение к белкам остатка ортофосфорной кислоты.

Схема строения типичной животной клетки. Органеллы: 1 — ядрышко; 2 — ядро; 3 — рибосома (маленькие точки); 4 — везикула; 5 — шероховатый эндоплазматический ретикулум (ER); 6 — аппарат Гольджи; 7 — цитоскелет; 8 — гладкий эндоплазматический ретикулум; 9 — митохондрия; 10 — вакуоль; 11 — цитоплазма; 12 — лизосома; 13 — центриоль и центросома.

Разные цистерны аппарата Гольджи содержат разные резидентные каталитические ферменты и, следовательно, с созревающими белками в них последовательно происходят разные процессы. Понятно, что такой ступенчатый процесс должен как-то контролироваться. Действительно, созревающие белки «маркируются» специальными полисахаридными остатками (преимущественно маннозными), по-видимому, играющими роль своеобразного «знака качества».
Не до конца понятно, каким образом созревающие белки перемещаются по цистернам аппарата Гольджи, в то время как резидентные белки остаются в большей или меньшей степени ассоциированы с одной цистерной. Существуют две взаимонеисключающие гипотезы, объясняющие этот механизм:
- согласно первой, транспорт белков осуществляется при помощи таких же механизмов везикулярного транспорта, как и путь транспорта из ЭПР, причём резидентные белки не включаются в отпочковывающуюся везикулу;
- согласно второй, происходит непрерывное передвижение (созревание) самих цистерн, их сборка из пузырьков с одного конца и разборка с другого конца органеллы, а резидентные белки перемещаются ретроградно (в обратном направлении) при помощи везикулярного транспорта.

## Транспорт белков из аппарата Гольджи
В конце концов от транс-Гольджи отпочковываются пузырьки, содержащие полностью зрелые белки. Главная функция аппарата Гольджи — сортировка проходящих через него белков. В аппарате Гольджи происходит формирование «трехнаправленного белкового потока»:
- созревание и транспорт белков плазматической мембраны;
- созревание и транспорт секретов;
- созревание и транспорт ферментов лизосом.

С помощью везикулярного транспорта прошедшие через аппарат Гольджи белки доставляются «по адресу» в зависимости от полученных ими в аппарате Гольджи «меток». Механизмы этого процесса также не до конца понятны. Известно, что транспорт белков из аппарата Гольджи требует участия специфических мембранных рецепторов, которые опознают «груз» и обеспечивают избирательную стыковку пузырька с той или иной органеллой.

## Образование лизосом
Многие гидролитические ферменты лизосом проходят через аппарат Гольджи, где они получают «метку» в виде специфического сахара — маннозо-6-фосфата (М6Ф) — в составе присоединённого к аминокислотной цепочке олигосахарида. Добавление этой метки происходит при участии двух ферментов. Фермент N-ацетилглюкозаминфосфотрансфераза специфически опознает лизосомальные гидролазы по деталям их третичной структуры и присоединяет N-ацетилглюкозаминфосфат к шестому атому нескольких маннозных остатков олигосахарида гидролазы. Второй фермент — фосфогликозидаза — отщепляет N-ацетилглюкозамин, создавая М6Ф-метку. Затем эта метка опознается белком-рецептором М6Ф, с его помощью гидролазы упаковываются в везикулы и доставляются в лизосомы. Там, в кислой среде, фосфат отщепляется от зрелой гидролазы. При нарушении работы N-ацетилглюкозаминфосфотрансферазы из-за мутаций или при генетических дефектах рецептора М6Ф все ферменты лизосом «по умолчанию» доставляются к наружной мембране и секретируются во внеклеточную среду. Выяснилось, что в норме некоторое количество рецепторов М6Ф также попадают на наружную мембрану. Они возвращают случайно попавшие во внешнюю среду ферменты лизосом внутрь клетки в процессе эндоцитоза.

## Транспорт белков на наружную мембрану
Как правило, ещё в ходе синтеза белки наружной мембраны встраиваются своими гидрофобными участками в мембрану эндоплазматической сети. Затем в составе мембраны везикул они доставляются в аппарат Гольджи, а оттуда — к поверхности клетки. При слиянии везикулы с плазмалеммой такие белки остаются в её составе, а не выделяются во внешнюю среду, как те белки, что находились в полости везикулы.

## Секреция
Практически все секретируемые клеткой вещества (как белковой, так и небелковой природы) проходят через аппарат Гольджи и там упаковываются в секреторные пузырьки. Так, у растений при участии диктиосом секретируется материал клеточной стенки.